# الجائزة التذكارية لروبرت أوبنهايمر
الجائزة التذكارية لروبرت أوبنهايمر أو ميدالية ج. روبرت أوبنهايمر التذكارية هي جائزة كان مركز الدراسات النظرية في جامعة ميامي بالولايات المتحدة الأمريكية يمنحها بدءاً من من عام 1969، وحتى عام 1984. 
تأسست الجائزة التذكارية لروبرت أوبنهايمر في ذكرى عالم الفيزياء الأمريكي ج..روبرت أوبنهايمر، وسُمّيت على اسمه إحياءاً لذكراه وتكريماً له. كانت الجائزة التذكارية لروبرت أوبنهايمر تُمنح لتكريم أصحاب المساهمات البارزة في العلوم الطبيعية النظرية خلال النصف الثاني من القرن العشرين، وكانت تتألّف من ميدالية وشهادة ومبلغ مالي قدره 1000 دولاراً أمريكيّاً. كان أوّل فائز بالجائزة هو بول ديراك لتطويره نظرية الكم.

## الحاصلون على الجائزة
| السنة | اسم الفائز بالجائزة              |
| ----- | -------------------------------- |
| 1969  | بول ديراك                        |
| 1970  | فريمان دايسون                    |
| 1971  | محمد عبد السلام                  |
| 1972  | روبرت سيربر                      |
| 1973  | ستيفن واينبرغ                    |
| 1974  | إدوين إرنست سالبيتر              |
| 1975  | نيكولاس كيمر                     |
| 1976  | يويشيرو نامبو                    |
| 1977  | فيزا غورسي، وشيلدون جلاشو        |
| 1978  | جوسلين بيل بورنيل                |
| 1979  | أبراهام بايس                     |
| 1980  | ريتشارد داليتز                   |
| 1981  | فريدريك رينز                     |
| 1982  | موريس غولدهابر، وروبرت ا. مارشاك |
| 1983  | فيكتور ف. فايسكوبف               |
| 1984  | جون ارتشيبالد ويلر               |